# Český rozhlas Rádio Retro
Český rozhlas Rádio Retro byla celoplošná stanice Českého rozhlasu, vysílající tematické archivní pořady, často k různým historickým výročím. Vznikla v roce 2013, vysílání ukončila roku 2021.

## Historie
Původně bylo Rádio Retro časově omezeným internetový streamem s archivními pořady vztahujícími se k výročím nejrůznějším historických událostí. Jednalo se zpravidla o moderovaný výběr z archivu k výročím historických událostí, často z českých dějin. Vysílání bylo dostupné v DAB+ a na internetu. Fakticky šlo zpravidla o několikahodinovou vysílací smyčku z archivních pořadů, spojených předtočenými moderátorskými vstupy.
Svůj provoz zahájilo 6. května 2013 u příležitosti 90 let Českého rozhlasu. S přestávkami následně vysílalo do konce roku 2015, od ledna 2016 pak vysílalo kontinuálně. V roce 2021 bylo vysílání Rádia Retro ukončeno a jeho vysílací pozici v DAB+ následně nahradila nová stanice Český rozhlas Pohoda.
Vybrané historické nahrávky byly dostupné ke stažení na webu Českého rozhlasu v sekci Radiotéka.

## Seznam dílů
| Č. dílu | Téma                              | Moderátoři                        | Délka smyčky | Vysílán od         | Vysílán do         |
| --- | --------------------------------- | --------------------------------- | ------------ | ------------------ | ------------------ |
| 1 | Rádio Retro I                     | Jan Pokorný a Jaromír Ostrý       | 24 hodin     | 6. května 2013     | 18. května 2013    |
| Programovou náplní byl výběr pořadů z archivu Českého a Československého rozhlasu k 90. výročí zahájení pravidelného rozhlasového vysílání v Československu. |                                   |                                   |              |                    |                    |
| 2 | Rádio Retro II                    | Daniela Brůhová a Tomáš Černý     | 27 hodin     | 3. června 2013     | 8. července 2013   |
| Programovou náplní byl opět výběr pořadů z archivu Českého a Československého rozhlasu k 90. výročí zahájení pravidelného rozhlasového vysílání v Československu. |                                   |                                   |              |                    |                    |
| 3 | Rádio Retro 1968                  | Naděžda Hávová a Tomáš Černý      | 28 hodin     | 19. srpna 2013     | 19. září 2013      |
| Programovou náplní byl výběr pořadů z archivu Českého a Československého rozhlasu k 45. výročí okupace Československa v srpnu 1968. |                                   |                                   |              |                    |                    |
| 4 | Šťastné a veselé 2013             | Lucie Výborná a Václav Žmolík     | 28 hodin     | 9. prosince 2013   | 6. ledna 2014      |
| Programovou náplní byl výběr pořadů z archivu Českého a Československého rozhlasu, které souvisí s Vánocemi a Silvestrem. |                                   |                                   |              |                    |                    |
| 5 | Znovu 89                          | Naděžda Hávová a Tomáš Černý      | 28 hodin     | 17. září 2014      | 14. listopadu 2014 |
| Výběr snímků z archivu Českého rozhlasu byl věnován 25. výročí sametové revoluce a zaměřen byl hlavně na závěrečnou fázi komunistické totality krátce před revolucí. |                                   |                                   |              |                    |                    |
| 6 | Sametové Rádio Retro              | Naděžda Hávová a Tomáš Černý      | 44 hodin     | 14. listopadu 2014 | 7. prosince 2014   |
| Stream připomněl 25. výročí pádu totality. Byl to výběr 44 hodin archivních nahrávek a mezi nimi i jedinečné a nikdy nezveřejněné záznamy z demonstrací na pražském Václavském náměstí. Vedle dobových snímků přineslo Sametové Rádio Retro také soudobé vzpomínky tehdejších aktérů. |                                   |                                   |              |                    |                    |
| 7 | Šťastné a veselé 2014             | Martina Kociánová a Jan Rosák     | 28 hodin     | 8. prosince 2014   | 6. ledna 2015      |
| Podtitulem smyčky bylo „Rozhlasové svátky desítky let zpátky“. Šlo o výběr vánočních, silvestrovských a novoročních snímků z fondu Československého rozhlasu. |                                   |                                   |              |                    |                    |
| 8 | Rádio Retro 1938–1945             | Tomáš Černý                       | 28 hodin     | 13. března 2015    | 5. května 2015     |
| Stream nabídl archivní zprávy, projevy a reportáže z období od Mnichovské dohody až po Norimberský proces, tj. z období okupace, heydrichiády, vyhlazení Lidic a Ležáků, projevy exilové vlády i války na území Sovětského svazu. Silným materiálem byl záznam výslechu několika přeživších lidických dětí před norimberským tribunálem nebo rozhovor s ženou z Lidic hledající své dítě. Kromě ucelených archivních snímků dostaly prostor také komentované kompilace, jejichž autory byli například Jiří Suchý nebo Stanislav Motl. |                                   |                                   |              |                    |                    |
| 9 | Sportu zdar!                      | Karel Tejkal a Miroslav Augustin  | 28 hodin     | 6. května 2015     | 30. června 2015    |
| Stream byl spuštěn u příležitosti mistrovství světa v hokeji konaného v roce 2015 v Praze a Ostravě. 28hodinový výběr z rozhlasového archivu nabídl záznamy od fotbalového šampionátu v Římě v roce 1934 až po turnaj století na ZOH v Naganu 1998. |                                   |                                   |              |                    |                    |
| 10 | Příběh vědy                       | Jiří Grygar a Lucie Výborná       | 28 hodin     | 4. listopadu 2015  | 30. listopadu 2015 |
| Toto vydání Rádia Retro vzniklo ke stému výročí představení teorie relativity a mapovalo vrcholné okamžiky české i světové vědy od roku 1928 do roku 1995. Součástí smyčky byly autentické nahrávky hlasů českých vědců (ze záznamu promluvili psychiatr Vladimír Vondráček, elektrotechnik Vladimír List, vynálezce František Křižík, dětský psychiatr Zdeněk Matějček, fyzioložka Helena Illnerová aj.), zábavu doplnila vědecká parodie Josefa Skupy z 1. 4. 1937. Součástí pásma byla řada různých příběhů o biologii, filozofii či vesmíru, včetně dobových reportáží a zvukových dokumentů z různých vědeckých oborů. |                                   |                                   |              |                    |                    |
| 11 | Šťastné a veselé 2015             | Zora Jandová a Tomáš Černý        | 28 hodin     | 6. prosince 2015   | 6. ledna 2016      |
| Výběr autentických zvukových dokumentů s vánoční tematikou, které se nedostaly do éteru desítky let. Dramaturgové vybrali nejen nahrávky hereckých vyprávění a vzpomínek, ale také řadu hudebních a publicistických pořadů, ve kterých byly například zajímavosti o vánočních tradicích, hlas spisovatelky Marie Kubátové nebo dcery malíře Mikoláše Alše. |                                   |                                   |              |                    |                    |
| 12 | Příběh vědy                       | Jiří Grygar a Lucie Výborná       | 28 hodin     | 6. ledna 2016      | 3. března 2016     |
| Druhé vysílání téže smyčky. |                                   |                                   |              |                    |                    |
| 13 | Rozdělený svět                    | Petr Nováček a Milan Slezák       | 28 hodin     | 3. března 2016     | 13. května 2016    |
| Podtitulem tohoto vydání Rádia Retro se stal slogan Rozhlasové vlny ve službách studené války. Archivní výběr vznikl k výročí Fultonského projevu Winstona Churchilla a ilustroval rozdělený svět v době studené války. Archivní záznamy doložily propagandu 50. let – hovořili nejen politici Zdeněk Nejedlý a Viliam Široký, ale i navrátivší se emigranti včetně Bruno Folty, bývalého pracovníka Svobodné Evropy. Uvolnění 60. let bylo symbolizováno například reportážemi z Kuby či USA, včetně rozhovorů s Jiřím Voskovcem a Hugo Haasem. Pohled z druhé strany železné opony prezentovali Ferdinand Peroutka, Pavel Tigrid, Pavel Landovský, Josef Škvorecký jak v dobových záznamech, tak ve vzpomínkových po roce 1989. Unikátní náhled emigrantů na ČSSR ve II. půli 80. let představoval i záznam švýcarského koncertu Jaroslava Hutky. |                                   |                                   |              |                    |                    |
| 14 | U mikrofonu Otec vlasti           |                                   |              | 14. května 2016    | 30. června 2016    |
| V den 700. výročí narození Karla IV. začal vysílat tematický stream věnovaný tomuto panovníkovi. Nejstarším záznamem byla reportáž z hrobky českých králů na Pražském hradě z roku 1936, nejmladším příspěvkem byla ukázka ze zcela nového projektu Šifra Otce vlasti. Pohled 60. let prezentoval výběr z reportážního seriálu Světlem oděná, kde se pražským památkám věnoval historik umění Emanuel Poche – a velmi podobný cyklus v roce 2000 zopakoval redaktor Ota Nutz. Ve smyčce se dále objevila dvě různá zpracování Vrchlického Noci na Karlštejně nebo Karlův Vlastní životopis, jejž v roce 1978 načetl Vladimír Ráž. |                                   |                                   |              |                    |                    |
| 15 | Rádio Retro Best of               |                                   | 28 hodin     | 1. července 2016   | 31. srpna 2016     |
| V průběhu letních prázdnin stream nabídl směs sedmi čtyřhodinových bloků, sestříhaných z předchozích vydání Rádia Retro: U mikrofonu Otec vlasti, 1938-1945, Rozdělený svět, Znovu 89, Sportu zdar a Příběh vědy. |                                   |                                   |              |                    |                    |
| 16 | Barevný podzim                    |                                   |              |                    |                    |
| Stream nabídl výběr archivních nahrávek vzniklých nebo odvysílaných v rozmezí září až listopadu počínaje rokem 1932, kdy v rozhlase mluvila například poslankyně Milada Horáková, a konče letopočtem 1994, kdy 28. října hovořil v Dobrém jitru zpěvák Jiří Suchý. |                                   |                                   |              |                    |                    |
| 17 | Šťastné a veselé 2016             |                                   | 28 hodin     | 5. prosince 2016   | 17. ledna 2017     |
| Stream nabídl archivní nahrávky rozhlasových pořadů z let 1937 až 1995 pro adventní, vánoční, silvestrovský i novoroční poslech. |                                   |                                   |              |                    |                    |
| 18 | Loučení s hvězdami                |                                   |              | 18. ledna 2017     |                    |
| Stream nabízel vzpomínkový mix z hudební tvorby hvězd, které zemřely v roce 2016, např. George Michaela, Leonarda Cohena, Prince, Davida Bowieho, Radima Hladíka a dalších hudebníků popu a rocku. |                                   |                                   |              |                    |                    |
| 19 | Sedmičky před osmičkami           | Tomáš Černý a Vladimír Kučera     | 28 hodin     | 1. března 2017     |                    |
| Stream uvedl nahrávky z let končících sedmičkou a ukázal tak, jaké to bylo v Česku pouhý rok před některým z historických přelomových letopočtů s osmičkou na konci. Nabídl archivní nahrávky z roku 1937 s hlasem Edvarda Beneše, z roku 1947 s Janem Masarykem či kritický projev Miloše Kopeckého z roku 1987. |                                   |                                   |              |                    |                    |
| 20 | Na vlně dobrodružství             | Lucie Výborná a Tomáš Černý       | 28 hodin     | 1. července 2017   | 31. srpna 2017     |
| Stream připomínal archivní pořady z let 1935 až 1995 týkající se léta a cestování, ale také fantazie. |                                   |                                   |              |                    |                    |
| 21 | Loučení s Masarykem               | Michal Stehlík                    | 28 hodin     | 14. září 2017      | 21. října 2017     |
| Stream připomínal archivní záznamy týkající se prvního československého prezidenta. Výběr autentických nahrávek začal 14. září ve 3:29 ráno oficiální zprávou ve čtyřech jazycích (češtině, rusínštině, němčině a maďarštině) o úmrtí Tomáše Garrigue Masaryka, trvající necelých 40 minut. Nejstarším záznamem bylo vystoupení samotného Masaryka u příležitosti 10. výročí vzniku Československa. Součástí pásma byly i nahrávky rozhovorů s Masarykovými vnučkami a s jeho osobním tajemníkem Jaroslavem Císařem, zazněla i několikahodinová reportáž z Masarykova pohřbu 21. září 1937. |                                   |                                   |              |                    |                    |
| 22 | „(Ne)rozdělení“                   |                                   | 28 hodin     | 28. října 2017     | 19. listopadu 2017 |
| Stream připomínal éru Československého rozhlasu od jeho vzniku v roce 1923 po zánik v roce 1992. Ve vysílání se tak střídaly čeština i slovenština. Nejstarší nahrávky byly z roku 1936 a už tehdy zněly požadavky na slovenskou autonomii. Zazněl proslov Jozefa Tisa z roku 1938 i úvahy Gustáva Husáka na téma federalizace ČSSR v roce 1968. Reprízovaly se pořady o Slovenském národním povstání, reportážní vstupy z oslav 70. výročí Československa v roce 1988 i publicistické pořady Radiofórum z počátku 90. let. Humornou stránku předvedly reprízy zábavných pořadů Haló Praha–Bratislava a Pod pyramidou. |                                   |                                   |              |                    |                    |
| 23 | Vánoční Rádio Retro               | Marcela Augustová, Jan Kovařík    | 28 hodin     | 6. prosince 2017   | 6. ledna 2018      |
| Stream nabídl převážně literární pořady – četbu z tvorby Eduarda Basse, Karla Čapka, Jaroslava Haška aj., zábavné pořady prezentovalo například vánoční vydání mystifikační Nealkoholické vinárny U pavouka z roku 1966 nebo dramatizace Drdových Dalskabátů. Raritou byl nečekaně objevený záznam besedy básníka Josefa Hiršala s dětmi z Dismanova souboru z roku 1993. Vážnou notu pak představovaly záznamy z meziválečné doby: vyprávění příbramského horníka Františka Boušky o Štědrém dnu na šachtě a vánoční úvaha arcibiskupa Karla Kašpara. Ve druhém novoročním týdnu pak vysílala v pásmu Rádia Retro jiná příležitostná stanice: Radiožurnál – olympijský speciál. |                                   |                                   |              |                    |                    |
| 24 | Osudové osmičky                   |                                   | 28 hodin     | 15. března 2018    | 15. května 2018    |
| Z období roku 1918 nabídl stream vzpomínky na vznik Republiky československé, kdy rozhlas ještě neexistoval, a proto se k této době vracel dodatečně natočenými a aranžovanými proslovy v letech 1928 a zejména v osudovém roce 1938. Připomenut byl únor 1948, jeho kritika Jaroslavem Seifertem z roku 1956 a naopak nadšené oslavy z roku 1960. Další osudový rok 1968 byl připomenut jednak unikátním zvukovým protokolem z ohledání zdevastované budovy Československého rozhlasu bezprostředně po odchodu sovětských okupantů, jednak (jen o několik měsíců mladší) propagandou o bratrech, kteří přijeli ČSSR zachránit před kontrarevolucí. Nejnovější zařazenou nahrávkou byla rozhlasová diskuse s Pavlem Tigridem z roku 1990. Z apolitických témat nabídl stream mj. nahrávky voicebandu E. F. Buriana, rozhlasovou adaptaci divadelní hry Bílá nemoc v hlavních rolích s Františkem Smolíkem a Zdeňkem Štěpánkem nebo pásmo Jiřího Horčičky o zákulisí natáčení rozhlasových her.                             |                                   |                                   |              |                    |                    |
| 25 | Dálky a knížky                    |                                   | 28 hodin     | 21. června 2018    | 20. srpna 2018     |
| Stream nabídl výběr archivních nahrávek z let 1952 až 2003. Mluvené slovo prezentovaly nahrávky, reportáže a pořady, kde vystupovali např. Jiří Hanzelka, Miroslav Zikmund, Miloslav Stingl, František Běhounek, Jindřiška Smetanová nebo Eva Kantůrková, doplňovala je dokumentární pásma z pořadů Mikrofórum a Meteor o historických cestách a dobrodružstvích. Hudební složku pak prezentovaly například výběry ze starých jazzových alb amerických i českých autorů a hudebníků. |                                   |                                   |              |                    |                    |
| 26 | Nejdelší jaro v historii          | Naděžda Hávová, Tomáš Černý       |              | 21. srpna 2018     |                    |
| Za „nejdelší jaro v historii“ lze v přeneseném slova smyslu považovat období od ledna do srpna 1968, kdy došlo ke všeobecnému společenskému tání v celém Československu a tisk, rozhlas i televize přinášely den ode dne otevřenější informace a svobodnější názory. V rozhlase najednou směla zaznít témata jako Tomáš Garrigue Masaryk, smrt jeho syna Jana Masaryka, skauting a tramping, obrodný proces v KSČ, Klub 231 i mizerná nabídka maloobchodních prodejen. Stream nabídl nahrávky různých publicistických a diskusních pořadů z té doby, včetně reportáží z donedávna nepřístupných míst, úřadů, služeben a podniků. „Koncem 60. let vrcholily naděje těch, kdo to s touto zemí mysleli dobře a domnívali se, že kritika poměrů přinese posun vpřed. Poslouchá se to ze starých pásků krásně a člověku se hrozně moc chce držet tomu palce. Bohužel, výsledek známe. Vysílání Československého rozhlasu z roku 1968 ukazuje, jak normální směla být chvíli naše společnost, než ji zpacifikovala normalizace.“ |                                   |                                   |              |                    |                    |
| 27 | Meteor 55                         |                                   | 20 hodin     | 12. září 2018      | 28. září 2018      |
| Poměrně krátce vysílaný stream se ohlížel za historií rozhlasového pořadu Meteor, který byl (po téměř dvouleté programové přípravě) poprvé odvysílán v Československém rozhlase v pátek 27. září 1963 jako „Týdeník vědy a techniky pro mládež“, později uváděn jako „Populárně vědecký magazín pro mládež“ a který je vysílán pravidelně dodnes, s premiérou každou sobotu ráno v 8:05 na stanici Český rozhlas Dvojka (dříve stanice Praha). Komponované pásmo popsalo i životní osudy některých význačných osobností, zejména Josefa Kleibla a Oldřicha Ungera. |                                   |                                   |              |                    |                    |
| 28 | Mnichov 1938                      |                                   | 20 hodin     | 29. září 2018      | 27. října 2018     |
| Výběr archivních nahrávek začal kompletním záznamem závěrečné scény X. Všesokolského sletu s titulem „dobudujeme a ubráníme“. Zveřejněna byla řada nahrávek (pragmatických i patetických) projevů politiků i jiných veřejně činných a známých osobností, které se snažily zejména vyzývat ke klidu s tím, že nová Česko-Slovenská republika je teď „malá, ale naše“. |                                   |                                   |              |                    |                    |
| 29 | Volá první republika              |                                   |              | 28. října 2018     |                    |
| Stream nabídl zejména unikátní nahrávky z meziválečného Československa, přičemž se snažil jít průřezem celé společnosti – od prvního předsedy československé vlády Karla Kramáře přes úřednici až po postižené a nezaměstnané, přičemž přinesl i specifickou intonaci a slovní zásobu různých společenských vrstev. Nostalgickou notu pak přinesl rozhovor z roku 1964, kde Oldřich Nový vzpomínal na slavnou filmovou éru 30. let. |                                   |                                   |              |                    |                    |
| 30 | Život podle Karla Čapka           |                                   |              | 11. prosince 2018  | 6. ledna 2019      |
| Stream nabídl výběr z tvorby Karla Čapka – dramata, povídky i francouzskou poezii, kterou Čapek v mládí překládal. Nahrávky byly řazené chronologicky podle data rozhlasové dramatizace a podávaly tak důkaz i o různém přístupu k rozhlasové a divadelní práci v různých dobách od 30. do 90. letech XX. století. Výběr obsahoval mj. úryvky dramatizací R.U.R., Věc Makropulos, Bílá nemoc, Válka s Mloky, Továrna na absolutno, Matka, Povídky z jedné i z druhé kapsy nebo výběr apokryfů. Symbolickou tečku za první částí smyčky činila nahrávka reportáže z Čapkova pohřbu na konci roku 1938, kde promluvili Ferdinand Peroutka a Eduard Bass. Druhá část smyčky byla tvořena publicistickými pořady na téma Čapkova díla. |                                   |                                   |              |                    |                    |
| 31 | Pocta H+Z                         |                                   | 28 hodin     | 10. února 2019     |                    |
| Stream uvedl jediné tři dochované ukázky pořadů vzniklých během první cesty Jiřího Hanzelky a Miroslava Zikmunda (Evropa, Afrika, Amerika 1947–1950) a výběr reportáží z druhé cesty (Evropa, Asie 1959–1964). Připomenuta byla i osobnost režiséra Karla Pecha, který z originálních nahrávek vytvářel úspěšné dramatizované reportáže. Stream dále nabídl pozdější rozhovory a reportáže s oběma cestovateli, včetně jejich proreformních aktivit v době Pražského jara 1968 i jejich pozdějšího hodnocení společnosti v roce 1990. Nejnovější nahrávkou byly Zikmundovy úvahy o moderní historii z roku 2014. |                                   |                                   |              |                    |                    |
| 32 | Čas strachu, čas odvahy           |                                   | 28 hodin     | 15. března 2019    | 9. května 2019     |
| Stream, tematicky navazující na Mnichov 1938 a Retro 1938–1945, nabízel návrat do let 1938 až 1946 a začínal více než hodinovou nahrávkou z X. Všesokolského sletu. Následovaly záznamy, reportáže a projevy z doby protektorátu, heydrichiády, atentátu na Heydricha, vyhlazení Lidic, vyhlazení Ležáků i II. světové války celkově až po svržení bomby na Hirošimu, návrat vězňů z nacistických koncentračních táborů a počátek Norimberského procesu. |                                   |                                   |              |                    |                    |
| 33 | Zlaté šedesátky                   |                                   | 28 hodin     | 5. června 2019     | 20. července 2019  |
| Stream byl koncipován spíše jako zvuková inventura méně známých nahrávek z let 1959–1969. Převážnou část streamu tvořily nahrávky písní a skladeb ve vysoké technické i umělecké kvalitě, které většinou pořídilo legendární rozhlasové Studio A v Karlíně. Do vysílání se tak dostaly (někdy i po desítkách let v archivu) Jazzové uskupení Studio 5 nebo taneční hudba s orchestry Slávy Kunsta, Kamila Lochmana, Ladislava Bezubky, Karel Krautgartner i Karla Vlacha. Součástí streamu byl také průřez tvorbou divadla Semafor z roku 1961, záběry z několika ročníků pražských mezinárodních jazzových festivalů nebo záznam koncertu Louise Armstronga v Lucerně roku 1965. Rozhlas tím zároveň připomněl 80. narozeniny Karla Gotta, Evy Pilarové a Nadi Urbánkové. Stream také přinesl popis technických fines a neuvěřitelného umění tehdejších rozhlasových zvukařů v čele s Milanem Papírníkem. |                                   |                                   |              |                    |                    |
| 34 | Kronika divadla Semafor           |                                   |              | 1. října 2019      | 16. listopadu 2019 |
| Stream nabídl archivní nahrávky z let 1961 až 2006 – střihové pořady z divadelních her, pásma semaforských písniček, Suchého sólo vystoupení v rozhlase i v divadle, výstupy dvojice Šimek&Grossmann, unikátní interní nahrávky ze zvukové kabiny divadla. Jedna z nahrávek ze semaforského Jonáš klubu zaznamenala dvouhodinovou veřejnou besedu ze 17. listopadu 1989, kde Jiří Černý a Zdeněk Svěrák mimo jiné otevřeně diskutovali o společenských změnách v Sovětském svazu a opatrně i o změnách v Československu. |                                   |                                   |              |                    |                    |
| 35 | Šťastné a veselé 2019             | Patricie Strouhalová, Tomáš Černý | 28 hodin     | 6. prosince 2019   | 6. ledna 2020      |
| Stream přinesl rozhovory s významnými osobnostmi – od aranžovaných dialogů po spontánní reportáže. Z archivu tak byly vytaženy pořady jako Chvilky v zákulisí, Sám doma s hudbou, Dveře dokořán, A léta běží, Dobré jitro, Host do domu a Přišel po večeři. Nejstarší nahrávkou byl rozhovor Jana Weniga s malířem Maxem Švabinským z roku 1948, nejmladší nahrávkou rozhovor Jana Koláře s Vlastimilem Brodským z roku 1998. Dalšími osobnostmi byli mj. Miloš Forman, Miroslav Horníček, František Hrubín, Dana Medřická, František Nepil, Jan Pivec, Jindřiška Smetanová, Zdeněk Štěpánek, Jiří Trnka, Jan Werich a Dana Zátopková. Výběr byl doplněn pohádkami a vánočními písněmi. |                                   |                                   |              |                    |                    |
| 36 | Znovu 90                          |                                   | 27 hodin     | 15. ledna 2020     |                    |
| Stream nabízel v sedmi blocích nahrávky z pořadů, které měly roku 1990 premiéru a které z mediálního hlediska znamenaly návraty osobností nebo pojmů, o kterých se do roku 1989 prakticky nemohlo veřejně hovořit. Pořady většinou měly formát rozhovorů jednoho či více moderátorů s jedním či více hosty, a to v různém prostředí od studia po divadelní sály. Z cyklů, vysílaných tehdy jednou týdně, se opakovaly některé díly pořadu Hovory z Lán s tehdejším prezidentem Václavem Havlem, seriál Jana Vodňanského Třikrát V pojednávající o Jiřím Voskovcovi a Janu Werichovi, dále pak Káva u Kische, Soukromý dotazník a Osudy. Z pořadů, vysílaných tehdy každý pracovní den, se opakovaly některé díly rozhovorů A léta běží, vážení (tehdy s premiérou v 8:30) a dětského večerní vysílání Rádio na polštář (tehdy s premiérou v 19:30). Unikátem je v tomto ohledu cyklus Tobogan s Tomášem Slámou, který jako jediný z tehdy nových pořadů je vysílán dodnes (2023).                                          |                                   |                                   |              |                    |                    |
| 37 | Zlatý fond                        |                                   |              | 31. března 2020    |                    |
| Český rozhlas tímto streamem reagoval na vládní opatření proti šíření Covid-19, kdy byly na několik dní až týdnů uzavřeny školy, restaurace, kulturní zařízení atd. prakticky v celé republice. Nabízel tak posluchačům, aby zvolnili svůj životní styl při poslechu „(…) s poznáním a vědomím, že bavit znamená hlavně zabavit, ne jen pobavit.“ Rozhlas se snažil pokrýt více generací posluchačů reprízami pořadů od 60. let po rok 2013 – rozhovory, dokumenty, naučné pořady i záznamy divadelních her. Zazněly tak např. A léta běží, vážení, Apetýt, Host do domu, Meteor, Sedmilháři, Svědectví z podzemí, Všichni jsou doma i představení Divadla Semafor a Divadla Járy Cimrmana. Tento stream se stal předobrazem budoucí stanice Český rozhlas Pohoda, která kromě archivních nahrávek nabízí i živé pořady a kontakt s diváky. |                                   |                                   |              |                    |                    |
| 38 | Měsíc s pohádkami Karla Weinlicha |                                   | 8 hodin      | 6. dubna 2020      | 6. května 2020     |
| Poslední tematický stream se vracel k tvorbě rozhlasového režiséra Karla Weinlicha, který pro Československý i pro Český rozhlas režíroval stovky pohádek a her pro děti i dospělé. Podílel se také na pořadech Meteor a rozhlasovém klubu dětí Domino. Zcela symbolicky zemřel právě v poslední den vysílání streamu, který mu byl věnován. |                                   |                                   |              |                    |                    |